# Landdrost
Landdrost je bil naziv različnih uradnikov z lokalno jurisdikcijo na Nizozemskem in številnih nekdanjih ozemljih v nizozemskem cesarstvu. Izraz je nizozemska besedna zleplenka, med izrazoma dežela (land), ki pomeni "regijo" in drost, iz srednjenizozemskega drossāte (droes-država, blokovski grad,  namestnik (nosilca pozicije)), ki se je prvotno nanašal na gospodovega glavnega služabnika (ki je kasneje postal srednjeveški senešal ali upravitelj ), enakovredno:
- angleški reeve ali steward;
- nizkonemški Drost(e) severne Nemčije ( sorodno nemški Truchsess ); oz.
- Nemški Meier (iz latinskega majordomus ).

## Fevdalna doba
Prvotno je bil drost v Nizozemskih deželah – kjer so se za podobne službe uporabljali različni nazivi – v bistvu upravitelj ali senešal pod lokalnim gospodom, ki je opravljal različne funkcije, odvisno od neskončno raznolikega lokalnega običajnega prava, npr. pobiranje davkov, policija, pregon, in izvrševanje kazni.
V številnih spodnjih renskih in vestfalskih ter spodnjesaksonskih posestih Svetega rimskega cesarstva je izraz landdrost ali drost(e) opisoval glavnega izvršnega uradnika vojaškega, jurisdikcijskega in/ali policijskega območja, ki predstavlja njegovega gospoda, ki je vrhovni vladar ozemlja, zato se pogosto pojavlja s pripono 'land-'. Med številnimi ozemlji, ki so uporabljala ta izraz, so bile knezo-nadškofija Bremen, knezo-škofija Hildesheim, grofija Mark in vojvodina Mecklenburg .

## Nizozemska pod Napoleonovo oblastjo
- Provinca Drenthe je imela po administratorjih (16. februar 1795 - 8. maj 1807) dva landdrosta:
  - 8. maj 1807 – 1. januar 1810 Petrus Hofstede (r. 1755 – † 1839)
  - 1. januar 1810 – 1811 Jan Adriaan, baron van Zuylen van Nijevelt (r. 1776 – u. 1840); naslednja je imela guvernerje
- Frizija (nizozemska Frizija) je imela po več administratorjih enega landdrosta: 8. maj 1807 – februar 1811 Regnerus Livius van Andringa de Kempenaer (r. 1752 – u. 1813), naslednji prefekt (1811 – 13. december 1813 januar: Gijsbert Verstolk van Soelen), nato Commissarissen-generaal
- Gelderland, po administratorjih (16. februar 1795 - 8. maj 1807), je imel landdroste:
  - 8. maj 1807 – 14. november 1807: Gerrit Willem Joseph, baron van Lamswerde (r. 1758 – u. 1837)
  - 14. november 1807 – 1. januar 1811 Johan Arend de Vos van Steenwijk (r. 1746 – † 1813)
  - 1810 – februar 1811 Verstolk van Soelen; naslednji prefekt (februar 1811 – 1. december 1813 Regnerus Livius van Andringa de Kempenaer (r. 1752 – u. 1813), nato guvernerji
- Provinca Groningen je po administratorjih (16. februar 1795 – 8. maj 1807) imela enega landdrosta: 8. maj 1807 – 1. januar 1811 Hendrik Ludolf Wichers (r. 1747 – † 1840), naslednja dva prefekta Ems-Occidental, nato guvernerja
- Severni Brabant (Noord-Brabant), potem ko so imeli administratorje (16. februar 1795 – 8. maj 1807) en landdrost, 8. maj 1807 – 1810: Paul Emanuel Anthony de la Court (r. 1760 – u. 1848), naslednji prefekt Bouches - du-Rhin (9. julij 1810 – 1814 Nicolas, baron Frémin de Beaumont), takratni guvernerji
- Holandija (šele 1840 razdeljena na sedanji dve provinci Severna in Južna Holandija) kot taka nikoli ni imela landdrosta; čeprav so bili departmaji Amstel, Delf in Texel le pod komisarji, so te začasne frakcije ustanovile:
  - Amstelland, ki je bil ustanovljen leta 1807 iz Amsterdama in severnega dela departmaja Holandija, dokler ni bil 9. julija 1810 združen z Utrechtom v francoski departma Zuyderzee, je imel enega landdrosta, 1807 – 9. julij 1810: Jan van Styrum (r. 1757 – d. 1829)
  - Maasland, leta 1807 departma, sestavljen iz Haaga in južnih delov departeja Holandija, je imel enega samega landdrosta, maj 1807 – november 1807: Jacob Abraham de Mist (r. 1749 – † 1823), nato prefekti (nadaljevanje, ko se je 9. julija 1810  preimenoval v francoski departma Bouches-de-la-Meuse ), dokler ni bil leta 1814 ukinjen
- Overijssel, potem ko so imeli administratorji (16. februar 1795 – 1. januar 1810) enegal landdrosta, 1. januar 1810 – 1811: Petrus Hofstede (r. 1755 – u. 1839), nato dva prefekta Bouches-de-l'Yssel (1811–1811). )
- Provinca Utrecht, potem ko so administratorji (16. februar 1795 – 1806) imeli enega landdrosta, 1806 – 1811: Jan Hendrik van Lynden (r. 1765 – † 1854), takratni guvernerji
- Zeeland, potem ko so imeli administratorje (17. februar 1795 – 8. maj 1807) dva landdrosta:
  - 8. maj 1807 – 1809 Abraham van Doorn (r. 1760 – † 1814)
  - 8. september 1809 – 16. marec 1810 François Ermerins (r. 1753 – u. 1840); naslednja dva prefekta Bouches-de-l'Escauta (9. julij 1810 – 1814), nato guvernerja
- Medtem je bil nizozemski Limburg (ki je imel enega Drossarda kot vrhovnega sodnika, 1754 – 1794: Philippe Joseph Dieudonné, graaf van Woestenraedt) preprosto priključen Franciji kot ena od 'belgijskih' provinc, département Mauseure- Inféri (département Mauseure-Inféri). '

## Nizozemska okupacijska cona Nemčije po drugi svetovni vojni
Po drugi svetovni vojni je bil stari naslov landdrost ponovno uporabljen za dve izredni jurisdikciji znotraj nizozemske okupacijske cone v Nemčiji. 22. marca 1949 so se zavezniki dogovorili, da bodo Nizozemski dovolili, da zasede in pripoji nekatera nemška obmejna ozemlja. Te so vključevale občine Havert, Hillensberg, Millen, Süsterseel, Tüddern (nizozemsko: Tudderen), Wehr, dele Höngena, Gangelt, Schumm, Saeffelen ter Elten in Hoch-Elten.
Nizozemska aneksija se je dejansko začela 23. aprila istega leta, pri čemer sta bili razglašeni naslednji dve jurisdikciji:
- Landdrost Tudderena ( Tüddern v nemščini) (do septembra 1951 neposredno podrejen nizozemski vladi, nato guvernerju nizozemske province Limburg ): 1949 – 1963 Hubert MJ Dassen
- dva landdrostena iz Eltena (do septembra 1951 podrejena nizozemski vladi, nato komisarju kraljice -tj. guverner za Gelderland)
  - april 1949 – oktober 1961: dr. Adriaan Blaauboer (r. 1906 – r. 1961)
  - oktober 1961 – avgust 1963: baron Hans Georg Inundat van Tuyll van Serooskerken (r. 1917 – † 1988)

To stanje je trajalo do 11. avgusta 1963, ko so bila po nemškem dogovoru o plačilu vojne odškodnine vrnjena vsa ozemlja, razen manjših prilagoditev meja.